# Vuelta al País Vasco 2014
La 54.ª edición de la Vuelta al País Vasco fue una competición ciclista que se disputó entre el 7 y el 12 de abril de 2014, estando compuesta por seis etapas: cinco en ruta y la última en contrarreloj, para completar así un recorrido total de 843,7 kilómetros. 
La prueba perteneció al UCI WorldTour 2014.
El ganador final fue Alberto Contador, quien tras vencer el primer día se mantuvo al frente de la clasificación general durante toda la carrera para lograr así su tercer triunfo absoluto en la ronda vasca. Le acompañaron en el podio Michał Kwiatkowski y Jean-Christophe Péraud, respectivamente.
En las clasificaciones secundarias se impusieron Davide Villella (montaña), Michał Kwiatkowski (regularidad), Omar Fraile (metas volantes) y el BMC (equipos). El corredor con más victorias fue Tony Martin, al adjudicarse dos etapas (una en ruta y la contrarreloj final).

## Equipos participantes
Tomaron parte en la carrera 19 equipos: todos los UCI ProTeam  (al ser obligada su participación), más un Profesional Continental invitado por la organización, que fue el Caja Rural-Seguros RGA. Formando así un pelotón de 152 ciclistas, con 8 corredores cada equipo, de los que acabaron 115. Los equipos participantes fueron:
| ProTeams (18)- AG2R La Mondiale - Astana - Belkin - BMC Racing Team - Cannondale - Team Europcar - FDJ.fr - Garmin-Sharp - Giant-Shimano - Katusha - Lampre-Merida - Lotto-Belisol - Movistar Team - Omega Pharma-Quick Step - Orica-GreenEDGE - Sky - Tinkoff-Saxo - Trek Factory Racing Equipo continental profesional- Caja Rural–Seguros RGA |
| |

## Etapas
| Etapa     | Fecha     | Recorrido                                       | type                    | Distancia (km) | Ganador          | Líder            |
| --------- | --------- | ----------------------------------------------- | ----------------------- | -------------- | ---------------- | ---------------- |
| 1.ª etapa | 7 de abr  | Villafranca de Ordizia – Villafranca de Ordizia | etapa escarpada         | 153,4          | Alberto Contador | Alberto Contador |
| 2.ª etapa | 8 de abr  | Villafranca de Ordizia – Dancharia              | etapa llana             | 155,8          | Tony Martin      | Alberto Contador |
| 3.ª etapa | 9 de abr  | Urdax – Vitoria                                 | etapa de media montaña  | 194,7          | Michael Matthews | Alberto Contador |
| 4.ª etapa | 10 de abr | Vitoria – Arrate                                | etapa de montaña        | 151            | Wout Poels       | Alberto Contador |
| 5.ª etapa | 11 de abr | Éibar – Marquina-Jeméin                         | etapa de media montaña  | 160,2          | Benjamin Swift   | Alberto Contador |
| 6.ª etapa | 12 de abr | Marquina-Jeméin – Marquina-Jeméin               | contrarreloj individual | 25,9           | Tony Martin      | Alberto Contador |

## Desarrollo de la carrera

### Etapa 1
| Villafranca de Ordizia - Villafranca de Ordizia | etapa escarpada | (153,4 km) |

#### Resumen
La primera etapa, con inicio y final en Ordicia, constaba de un recorrido por la comarca guipuzcoana del Goyerri, siendo su principal dificultad el doble paso por la localidad de Gaínza. Este muro de unos 2 km, inédito en la ronda vasca por dicha vertiente, tenía una pendiente media del 13%, y tras subirlo por segunda vez restarían menos de 7 km hasta la meta situada en la villa ferial.
La escapada de la jornada estuvo compuesta por cuatro corredores: Davide Villella, Matteo Montaguti, Romain Sicard y Fabricio Ferrari; este cuarteto llegó a contar con una ventaja de 4 min 44 s sobre el pelotón. En la primera ascensión a Gaínza los italianos Montaguti y Villella quedaron destacados en cabeza, con sus hasta entonces compañeros de fuga a 30 s y el grupo principal a 2 minutos. En la cota de Okorro se sucedieron los intentos de fuga de Philippe Gilbert y Jelle Vanendert primero y de Amets Txurruka después, todos ellos sin éxito; para el alto de Orendáin el pelotón había neutralizado a todos los escapados, y el posterior ataque de Tom Dumoulin en el entorno de Abalcisqueta tampoco sirvió para abrir diferencias.
El pelotón llegó así agrupado a la segunda subida a Gaínza, última cota del día, después de haber estado comandado durante prácticamente todo el día por el Tinkoff-Saxo de Alberto Contador y el Movistar de Alejandro Valverde. Fue precisamente Valverde, que ya había encabezado el grupo en la primera ascensión, quien puso el primer cambio de ritmo, llevándose a su rueda a Contador y formándose por detrás un sexteto perseguidor compuesto por Michał Kwiatkowski, Cadel Evans, Damiano Cunego, Jean-Christophe Péraud, Mikel Nieve y Yuri Trofímov. Mediado el muro llegó el ataque de Contador, que coronó con 15 s sobre Valverde y 34 s sobre el grupo de seis.
En el descenso hasta Ordicia las diferencias se mantuvieron estables, por lo que Contador cruzó la línea de meta para ganar la etapa y convertirse en el primer maillot amarillo de esa edición. A catorce segundos llegó Valverde, y a medio minuto el sexteto encabezado por Kwiatkowski. Otros aspirantes a la disputa de la clasificación general como Roman Kreuziger, Samuel Sánchez, Jurgen Van den Broeck, Tejay van Garderen o Simon Špilak llegaron a casi un minuto del líder, mientras quedaban ya descartados el campeón del mundo Rui Costa (a más de 4 min) o Bauke Mollema (a más de 9 min).
| \| Clasificación de la etapa \| Clasificación de la etapa \| Clasificación de la etapa \| Clasificación de la etapa \| Clasificación de la etapa \| \| Ciclista \| Ciclista \| Equipo \| Tiempo \| \| \| ------------------------- \| ------------------------- \| ------------------------- \| ------------------------- \| ------------------------- \| \| 1.º \| Alberto Contador \| Tinkoff-Saxo \| 4 h 05 min 07 s \| \| \| 2.º \| Alejandro Valverde \| Movistar Team \| + 14 s \| \| \| 3.º \| Michał Kwiatkowski \| Omega Pharma-Quick Step \| + 34 s \| \| \| 4.º \| Yuri Trofímov \| Katusha \| + 36 s \| \| \| 5.º \| Damiano Cunego \| Lampre-Merida \| + 36 s \| \| \| 6.º \| Jean-Christophe Péraud \| AG2R La Mondiale \| + 36 s \| \| \| 7.º \| Mikel Nieve \| Team Sky \| + 36 s \| \| \| 8.º \| Cadel Evans \| BMC Racing Team \| + 36 s \| \| \| 9.º \| Roman Kreuziger \| Tinkoff-Saxo \| + 54 s \| \| \| 10.º \| Mikel Landa \| Astana \| + 54 s \| \| |                        |                         |                 |
| |                        |                         |                 |
| |                        |                         |                 |
| Clasificación de la etapa |                        |                         |                 |
| Ciclista | Ciclista               | Equipo                  | Tiempo          |
| 1.º | Alberto Contador       | Tinkoff-Saxo            | 4 h 05 min 07 s |
| 2.º | Alejandro Valverde     | Movistar Team           | + 14 s          |
| 3.º | Michał Kwiatkowski     | Omega Pharma-Quick Step | + 34 s          |
| 4.º | Yuri Trofímov          | Katusha                 | + 36 s          |
| 5.º | Damiano Cunego         | Lampre-Merida           | + 36 s          |
| 6.º | Jean-Christophe Péraud | AG2R La Mondiale        | + 36 s          |
| 7.º | Mikel Nieve            | Team Sky                | + 36 s          |
| 8.º | Cadel Evans            | BMC Racing Team         | + 36 s          |
| 9.º | Roman Kreuziger        | Tinkoff-Saxo            | + 54 s          |
| 10.º | Mikel Landa            | Astana                  | + 54 s          |

| \| Clasificación general \| Clasificación general \| Clasificación general \| Clasificación general \| Clasificación general \| \| Ciclista \| Ciclista \| Equipo \| Tiempo \| \| \| --------------------- \| ---------------------- \| ----------------------- \| --------------------- \| --------------------- \| \| 1.º \| Alberto Contador \| Tinkoff-Saxo \| 4 h 05 min 07 s \| \| \| 2.º \| Alejandro Valverde \| Movistar Team \| + 14 s \| \| \| 3.º \| Michał Kwiatkowski \| Omega Pharma-Quick Step \| + 34 s \| \| \| 4.º \| Yuri Trofímov \| Katusha \| + 36 s \| \| \| 5.º \| Damiano Cunego \| Lampre-Merida \| + 36 s \| \| \| 6.º \| Jean-Christophe Péraud \| AG2R La Mondiale \| + 36 s \| \| \| 7.º \| Mikel Nieve \| Team Sky \| + 36 s \| \| \| 8.º \| Cadel Evans \| BMC Racing Team \| + 36 s \| \| \| 9.º \| Roman Kreuziger \| Tinkoff-Saxo \| + 54 s \| \| \| 10.º \| Mikel Landa \| Astana \| + 54 s \| \| |                        |                         |                 |
| |                        |                         |                 |
| |                        |                         |                 |
| Clasificación general |                        |                         |                 |
| Ciclista | Ciclista               | Equipo                  | Tiempo          |
| 1.º | Alberto Contador       | Tinkoff-Saxo            | 4 h 05 min 07 s |
| 2.º | Alejandro Valverde     | Movistar Team           | + 14 s          |
| 3.º | Michał Kwiatkowski     | Omega Pharma-Quick Step | + 34 s          |
| 4.º | Yuri Trofímov          | Katusha                 | + 36 s          |
| 5.º | Damiano Cunego         | Lampre-Merida           | + 36 s          |
| 6.º | Jean-Christophe Péraud | AG2R La Mondiale        | + 36 s          |
| 7.º | Mikel Nieve            | Team Sky                | + 36 s          |
| 8.º | Cadel Evans            | BMC Racing Team         | + 36 s          |
| 9.º | Roman Kreuziger        | Tinkoff-Saxo            | + 54 s          |
| 10.º | Mikel Landa            | Astana                  | + 54 s          |

### Etapa 2
| Villafranca de Ordizia - Dancharia | etapa llana | (155,8 km) |

#### Resumen
La segunda etapa tenía dos partes diferenciadas: después de superar cuatro puertos de montaña, el último de ellos la venta de Lizaieta, los 50 km finales por carreteras navarras y labortanas no incluían ninguna cota puntuable pero se caracterizaban por su perfil quebrado y trazado sinuoso hasta la meta de Dancharinea (Urdax). Entre quienes no tomaron la salida ese día estuvo Carlos Betancur, que ya el día anterior había quedado sin opciones tras acumular un gran retraso.
La escapada de la jornada estuvo compuesta por siete corredores: Tony Martin y Jan Bakelants, ambos del Omega Pharma-Quick Step, más Gorka Izagirre, Maxime Monfort, Hubert Dupont, Davide Malacarne y Bob Jungels. La fuga, compuesta en torno al kilómetro veinte, coronó Lizaieta con 2 min 30 s sobre el pelotón, del que hasta entonces había tirado prácticamente en solitario el Tinkoff-Saxo del líder. A partir de ese momento escuadras como Orica GreenEDGE, BMC, Garmin Sharp o Sky empezaron a situar en cabeza del grupo a alguno de sus gregarios, en aras de dar caza a una escapada en la que no tenían ningún representante y con el objetivo de luchar por el triunfo de etapa.
A 20 km de meta la renta de los fugados era ya inferior al minuto, y Tony Martin realizó un cambio de ritmo que rompió el grupo de escapados para dejar en cabeza de carrera un trío compuesto por el propio Martin, su compañero Bakelants e Izagirre; con Martin tirando del terceto, la diferencia sobre el pelotón volvió a situarse en torno a un minuto. Bakelants lanzó en ese momento un ataque al que tuvo que responder Izagirre, momento en el que Tony Martin realizó un contraataque que le permitió marcharse en solitario. El alemán, triple campeón del mundo contrarreloj, supo administrar su renta durante los algo más de 10 km que restaban hasta Dancharinea y llegó a la localidad fronteriza con tiempo para celebrar la que era su tercera victoria de etapa en la ronda vasca, la primera en línea.
En el pelotón, que en esa parte final pudo neutralizar a todos los fugados salvo al ganador Martin, Alejandro Valverde protagonizó en los sucesivos repechos dos arrancadas con las que no obstante no pudo descolgar al maillot amarillo Alberto Contador, y los ataques de Philippe Gilbert y otros en Zugarramurdi resultaron también infructuosos. De esa manera, el gran grupo llegó a meta a medio minuto del vencedor, después del apretado sprint entre Ben Swift y Michał Kwiatkowski para hacerse con la segunda plaza.
| \| Clasificación de la etapa \| Clasificación de la etapa \| Clasificación de la etapa \| Clasificación de la etapa \| Clasificación de la etapa \| \| Ciclista \| Ciclista \| Equipo \| Tiempo \| \| \| ------------------------- \| ------------------------- \| ------------------------- \| ------------------------- \| ------------------------- \| \| 1.º \| Tony Martin \| Omega Pharma-Quick Step \| 3 h 46 min 17 s \| \| \| 2.º \| Benjamin Swift \| Team Sky \| + 30 s \| \| \| 3.º \| Michał Kwiatkowski \| Omega Pharma-Quick Step \| + 30 s \| \| \| 4.º \| Damiano Cunego \| Lampre-Merida \| + 30 s \| \| \| 5.º \| Paul Martens \| Belkin \| + 30 s \| \| \| 6.º \| Alejandro Valverde \| Movistar Team \| + 30 s \| \| \| 7.º \| Maxim Iglinskiy \| Astana \| + 30 s \| \| \| 8.º \| Yukiya Arashiro \| Team Europcar \| + 30 s \| \| \| 9.º \| Michael Matthews \| Orica-GreenEDGE \| + 30 s \| \| \| 10.º \| Rinaldo Nocentini \| AG2R La Mondiale \| + 30 s \| \| |                    |                         |                 |
| |                    |                         |                 |
| |                    |                         |                 |
| Clasificación de la etapa |                    |                         |                 |
| Ciclista | Ciclista           | Equipo                  | Tiempo          |
| 1.º | Tony Martin        | Omega Pharma-Quick Step | 3 h 46 min 17 s |
| 2.º | Benjamin Swift     | Team Sky                | + 30 s          |
| 3.º | Michał Kwiatkowski | Omega Pharma-Quick Step | + 30 s          |
| 4.º | Damiano Cunego     | Lampre-Merida           | + 30 s          |
| 5.º | Paul Martens       | Belkin                  | + 30 s          |
| 6.º | Alejandro Valverde | Movistar Team           | + 30 s          |
| 7.º | Maxim Iglinskiy    | Astana                  | + 30 s          |
| 8.º | Yukiya Arashiro    | Team Europcar           | + 30 s          |
| 9.º | Michael Matthews   | Orica-GreenEDGE         | + 30 s          |
| 10.º | Rinaldo Nocentini  | AG2R La Mondiale        | + 30 s          |

| \| Clasificación general \| Clasificación general \| Clasificación general \| Clasificación general \| Clasificación general \| \| Ciclista \| Ciclista \| Equipo \| Tiempo \| \| \| --------------------- \| ---------------------- \| ----------------------- \| --------------------- \| --------------------- \| \| 1.º \| Alberto Contador \| Tinkoff-Saxo \| 7 h 51 min 54 s \| \| \| 2.º \| Alejandro Valverde \| Movistar Team \| + 14 s \| \| \| 3.º \| Michał Kwiatkowski \| Omega Pharma-Quick Step \| + 34 s \| \| \| 4.º \| Damiano Cunego \| Lampre-Merida \| + 36 s \| \| \| 5.º \| Cadel Evans \| BMC Racing Team \| + 36 s \| \| \| 6.º \| Jean-Christophe Péraud \| AG2R La Mondiale \| + 36 s \| \| \| 7.º \| Mikel Nieve \| Team Sky \| + 36 s \| \| \| 8.º \| Yuri Trofímov \| Katusha \| + 36 s \| \| \| 9.º \| Roman Kreuziger \| Tinkoff-Saxo \| + 54 s \| \| \| 10.º \| Mikel Landa \| Astana \| + 54 s \| \| |                        |                         |                 |
| |                        |                         |                 |
| |                        |                         |                 |
| Clasificación general |                        |                         |                 |
| Ciclista | Ciclista               | Equipo                  | Tiempo          |
| 1.º | Alberto Contador       | Tinkoff-Saxo            | 7 h 51 min 54 s |
| 2.º | Alejandro Valverde     | Movistar Team           | + 14 s          |
| 3.º | Michał Kwiatkowski     | Omega Pharma-Quick Step | + 34 s          |
| 4.º | Damiano Cunego         | Lampre-Merida           | + 36 s          |
| 5.º | Cadel Evans            | BMC Racing Team         | + 36 s          |
| 6.º | Jean-Christophe Péraud | AG2R La Mondiale        | + 36 s          |
| 7.º | Mikel Nieve            | Team Sky                | + 36 s          |
| 8.º | Yuri Trofímov          | Katusha                 | + 36 s          |
| 9.º | Roman Kreuziger        | Tinkoff-Saxo            | + 54 s          |
| 10.º | Mikel Landa            | Astana                  | + 54 s          |

### Etapa 3
| Urdax - Vitoria | etapa de media montaña | (194,7 km) |

#### Resumen
La etapa más larga de esa edición concluía con la tradicional llegada a la Avenida Gasteiz en Vitoria: con un perfil eminentemente llano por la Llanada Alavesa, en los últimos 30 kilómetros los corredores deberían superar dos pequeñas cotas antes de la previsible llegada al sprint.
Después de otros intentos frustrados, la escapada del día fue la protagonizada por Rubén Fernández, quien mediada la etapa contaba con más de 6 minutos de ventaja sobre el pelotón. Sin embargo, cuando el Orica GreenEDGE de Michael Matthews o el Sky de Ben Swift empezaron a tirar del pelotón la diferencia se fue reduciendo paulatinamente, y Fernández fue alcanzado a 33 km de meta.
En los dos suaves puertos de Vitoria y Zaldiaran no se produjeron ataques. Así, lo más destacado fue la pugna en cabeza del pelotón entre los equipos de los velocistas, en su lucha por hacerse con la mejor colocación para sus hombres rápidos ante la inminente llegada masiva.
Ya en la capital alavesa, el vencedor del sprint fue Michael Matthews, que aprovechó la labor de lanzador de su compañero Simon Gerrans para lograr el tercer triunfo consecutivo del conjunto australiano en la ciudad. Segundo fue Kévin Réza y tercero Michał Kwiatkowski, repitiendo el puesto logrado en las dos jornadas anteriores, por delante de un Swift que había quedado cerrado y Paul Martens.
| \| Clasificación de la etapa \| Clasificación de la etapa \| Clasificación de la etapa \| Clasificación de la etapa \| Clasificación de la etapa \| \| Ciclista \| Ciclista \| Equipo \| Tiempo \| \| \| ------------------------- \| ------------------------- \| ------------------------- \| ------------------------- \| ------------------------- \| \| 1.º \| Michael Matthews \| Orica-GreenEDGE \| 5 h 02 min 10 s \| \| \| 2.º \| Kévin Réza \| Team Europcar \| + 0 s \| \| \| 3.º \| Michał Kwiatkowski \| Omega Pharma-Quick Step \| + 0 s \| \| \| 4.º \| Benjamin Swift \| Team Sky \| + 0 s \| \| \| 5.º \| Paul Martens \| Belkin \| + 0 s \| \| \| 6.º \| Yukiya Arashiro \| Team Europcar \| + 0 s \| \| \| 7.º \| Daniele Ratto \| Cannondale \| + 0 s \| \| \| 8.º \| Maxim Iglinskiy \| Astana \| + 0 s \| \| \| 9.º \| Enrico Gasparotto \| Astana \| + 0 s \| \| \| 10.º \| Tosh Van der Sande \| Lotto-Belisol \| + 0 s \| \| |                    |                         |                 |
| |                    |                         |                 |
| |                    |                         |                 |
| Clasificación de la etapa |                    |                         |                 |
| Ciclista | Ciclista           | Equipo                  | Tiempo          |
| 1.º | Michael Matthews   | Orica-GreenEDGE         | 5 h 02 min 10 s |
| 2.º | Kévin Réza         | Team Europcar           | + 0 s           |
| 3.º | Michał Kwiatkowski | Omega Pharma-Quick Step | + 0 s           |
| 4.º | Benjamin Swift     | Team Sky                | + 0 s           |
| 5.º | Paul Martens       | Belkin                  | + 0 s           |
| 6.º | Yukiya Arashiro    | Team Europcar           | + 0 s           |
| 7.º | Daniele Ratto      | Cannondale              | + 0 s           |
| 8.º | Maxim Iglinskiy    | Astana                  | + 0 s           |
| 9.º | Enrico Gasparotto  | Astana                  | + 0 s           |
| 10.º | Tosh Van der Sande | Lotto-Belisol           | + 0 s           |

| \| Clasificación general \| Clasificación general \| Clasificación general \| Clasificación general \| Clasificación general \| \| Ciclista \| Ciclista \| Equipo \| Tiempo \| \| \| --------------------- \| ---------------------- \| ----------------------- \| --------------------- \| --------------------- \| \| 1.º \| Alberto Contador \| Tinkoff-Saxo \| 12 h 54 min 03 s \| \| \| 2.º \| Alejandro Valverde \| Movistar Team \| + 14 s \| \| \| 3.º \| Michał Kwiatkowski \| Omega Pharma-Quick Step \| + 34 s \| \| \| 4.º \| Damiano Cunego \| Lampre-Merida \| + 36 s \| \| \| 5.º \| Cadel Evans \| BMC Racing Team \| + 36 s \| \| \| 6.º \| Jean-Christophe Péraud \| AG2R La Mondiale \| + 36 s \| \| \| 7.º \| Mikel Nieve \| Team Sky \| + 36 s \| \| \| 8.º \| Yuri Trofímov \| Katusha \| + 36 s \| \| \| 9.º \| Roman Kreuziger \| Tinkoff-Saxo \| + 54 s \| \| \| 10.º \| Mikel Landa \| Astana \| + 54 s \| \| |                        |                         |                  |
| |                        |                         |                  |
| |                        |                         |                  |
| Clasificación general |                        |                         |                  |
| Ciclista | Ciclista               | Equipo                  | Tiempo           |
| 1.º | Alberto Contador       | Tinkoff-Saxo            | 12 h 54 min 03 s |
| 2.º | Alejandro Valverde     | Movistar Team           | + 14 s           |
| 3.º | Michał Kwiatkowski     | Omega Pharma-Quick Step | + 34 s           |
| 4.º | Damiano Cunego         | Lampre-Merida           | + 36 s           |
| 5.º | Cadel Evans            | BMC Racing Team         | + 36 s           |
| 6.º | Jean-Christophe Péraud | AG2R La Mondiale        | + 36 s           |
| 7.º | Mikel Nieve            | Team Sky                | + 36 s           |
| 8.º | Yuri Trofímov          | Katusha                 | + 36 s           |
| 9.º | Roman Kreuziger        | Tinkoff-Saxo            | + 54 s           |
| 10.º | Mikel Landa            | Astana                  | + 54 s           |

### Etapa 4
| Urdax - Vitoria | etapa de media montaña | (194,7 km) |

#### Resumen
La etapa reina de la ronda vasca incluía en sus 40 últimos km en torno a Éibar tres puertos encadenados: la primera subida a Arrate (Ixua), San Miguel y la segunda ascensión a Arrate (Usartza), restando desde ésta poco más de dos kilómetros en ligero descenso y la doble curva izquierda-derecha para llegar a la meta situada junto al Santuario de Arrate.
La primera escapada del día estuvo compuesta por cinco corredores: Luis León Sánchez, Jean-Marc Marino, Aleksandr Dyachenko, Nélson Oliveira y Benjamin King. Sin embargo, el hecho de que el Movistar no contara con presencia en dicho grupo hizo que el conjunto español abortase la tentativa. A ese frustrado movimiento siguieron otros ataques, todos ellos infructuosos.
En el alto de Karabieta pasaron destacados Kristijan Đurasek, Ben Gastauer y Tom Dumoulin, a los que en la cota no puntuable de Miñota se sumaron Romain Sicard primero y José Herrada después, volviendo a formarse una fuga de cinco hombres. Al paso por Éibar que marcaba el inicio de los decisivos 40 últimos kilómetros el quinteto contaba con una renta de un minuto sobre el gran grupo, del que tiraba el Tinkoff-Saxo. En la primera ascensión a Arrate (Ixua) Herrada quedó descolgado y desde el pelotón saltó su compañero Ion Izagirre para sustituirle en el quinteto cabecero, del que había intentado marcharse sin éxito Đurasek. La ventaja fue acortándose en el suave puerto de San Miguel, y en Elgóibar (poco antes del nuevo paso por Éibar) ya habían sido neutralizados por un pelotón comandado por el Omega Pharma-Quick Step.
La última subida del día y segunda a Arrate (Usartza) arrancó con sucesivos ataques que no lograron abrir hueco, marchando el grupo principal al ritmo marcado por Roman Kreuziger mientras por detrás iban cediendo algunas unidades, como el hasta entonces bien clasificado John Gadret. Poco después el líder Alberto Contador arrancó en dos ocasiones, pero en ambas salió a su rueda Alejandro Valverde y el maillot amarillo desistió de dar continuidad a sus cambios de ritmo. En la parte final de la ascensión se produjo el ataque de Simon Špilak, que se llevó con él a Wout Poels y Thibaut Pinot, mientras que por detrás llegaba el tercer intento de Contador, nuevamente secado por Valverde con la compañía de Trofímov, Landa y Mollema.
Finalmente Poels coronó con unos segundos de ventaja sobre los corredores reagrupados tras él, y en la suave bajada al Santuario supo mantener su renta para cruzar victorioso la línea de meta. A un segundo del neerlandés llegaron Valverde y Samuel Sánchez, quienes a su vez picaron dos segundos al líder Contador y sus acompañantes Slagter, Mollema, Trofímov, Evans, Landa, Cunego, Péraud, Van Garderen, Pinot y Špilak; siete segundos más cedió el hasta entonces tercero Kwiatkowski. La pérdida de tiempo fue mayor para Nieve, Van den Broeck o Gesink, que tras esa jornada pasaban a acumular un retraso de más de un minuto en la general.
| \| Clasificación de la etapa \| Clasificación de la etapa \| Clasificación de la etapa \| Clasificación de la etapa \| Clasificación de la etapa \| \| Ciclista \| Ciclista \| Equipo \| Tiempo \| \| \| ------------------------- \| ------------------------- \| ------------------------- \| ------------------------- \| ------------------------- \| \| 1.º \| Wout Poels \| Omega Pharma-Quick Step \| 3 h 39 min 29 s \| \| \| 2.º \| Alejandro Valverde \| Movistar Team \| + 1 s \| \| \| 3.º \| Samuel Sánchez \| BMC Racing Team \| + 1 s \| \| \| 4.º \| Tom Slagter \| Garmin-Sharp \| + 3 s \| \| \| 5.º \| Bauke Mollema \| Belkin \| + 3 s \| \| \| 6.º \| Yuri Trofímov \| Katusha \| + 3 s \| \| \| 7.º \| Cadel Evans \| BMC Racing Team \| + 3 s \| \| \| 8.º \| Mikel Landa \| Astana \| + 3 s \| \| \| 9.º \| Damiano Cunego \| Lampre-Merida \| + 3 s \| \| \| 10.º \| Alberto Contador \| Tinkoff-Saxo \| + 3 s \| \| |                    |                         |                 |
| |                    |                         |                 |
| |                    |                         |                 |
| Clasificación de la etapa |                    |                         |                 |
| Ciclista | Ciclista           | Equipo                  | Tiempo          |
| 1.º | Wout Poels         | Omega Pharma-Quick Step | 3 h 39 min 29 s |
| 2.º | Alejandro Valverde | Movistar Team           | + 1 s           |
| 3.º | Samuel Sánchez     | BMC Racing Team         | + 1 s           |
| 4.º | Tom Slagter        | Garmin-Sharp            | + 3 s           |
| 5.º | Bauke Mollema      | Belkin                  | + 3 s           |
| 6.º | Yuri Trofímov      | Katusha                 | + 3 s           |
| 7.º | Cadel Evans        | BMC Racing Team         | + 3 s           |
| 8.º | Mikel Landa        | Astana                  | + 3 s           |
| 9.º | Damiano Cunego     | Lampre-Merida           | + 3 s           |
| 10.º | Alberto Contador   | Tinkoff-Saxo            | + 3 s           |

| \| Clasificación general \| Clasificación general \| Clasificación general \| Clasificación general \| Clasificación general \| \| Ciclista \| Ciclista \| Equipo \| Tiempo \| \| \| --------------------- \| ---------------------- \| ----------------------- \| --------------------- \| --------------------- \| \| 1.º \| Alberto Contador \| Tinkoff-Saxo \| 16 h 33 min 35 s \| \| \| 2.º \| Alejandro Valverde \| Movistar Team \| + 12 s \| \| \| 3.º \| Damiano Cunego \| Lampre-Merida \| + 36 s \| \| \| 4.º \| Cadel Evans \| BMC Racing Team \| + 36 s \| \| \| 5.º \| Jean-Christophe Péraud \| AG2R La Mondiale \| + 36 s \| \| \| 6.º \| Yuri Trofímov \| Katusha \| + 36 s \| \| \| 7.º \| Michał Kwiatkowski \| Omega Pharma-Quick Step \| + 41 s \| \| \| 8.º \| Mikel Landa \| Astana \| + 54 s \| \| \| 9.º \| Wout Poels \| Omega Pharma-Quick Step \| + 55 s \| \| \| 10.º \| Samuel Sánchez \| BMC Racing Team \| + 56 s \| \| |                        |                         |                  |
| |                        |                         |                  |
| |                        |                         |                  |
| Clasificación general |                        |                         |                  |
| Ciclista | Ciclista               | Equipo                  | Tiempo           |
| 1.º | Alberto Contador       | Tinkoff-Saxo            | 16 h 33 min 35 s |
| 2.º | Alejandro Valverde     | Movistar Team           | + 12 s           |
| 3.º | Damiano Cunego         | Lampre-Merida           | + 36 s           |
| 4.º | Cadel Evans            | BMC Racing Team         | + 36 s           |
| 5.º | Jean-Christophe Péraud | AG2R La Mondiale        | + 36 s           |
| 6.º | Yuri Trofímov          | Katusha                 | + 36 s           |
| 7.º | Michał Kwiatkowski     | Omega Pharma-Quick Step | + 41 s           |
| 8.º | Mikel Landa            | Astana                  | + 54 s           |
| 9.º | Wout Poels             | Omega Pharma-Quick Step | + 55 s           |
| 10.º | Samuel Sánchez         | BMC Racing Team         | + 56 s           |

### Etapa 5
| Éibar - Marquina-Jeméin | etapa de media montaña | (160,2 km) |

#### Resumen
La penúltima etapa, última en ruta, consistía en una aproximación por la costa oriental vizcaína hasta Marquina-Jeméin, municipio por el que la carrera discurriría en tres ocasiones: tras el primer paso se emprendería un circuito por la comarca de Lea Artibai con los suaves puertos de Gontzagaigana y Santa Eufemia (mismo trazado que la contrarreloj del día siguiente), y después del segundo paso los corredores se adentrarían en las carreteras guipuzcoanas para superar Ixua y San Miguel antes de regresar a la villa vizcaína para concluir la jornada.
Los primeros kilómetros estuvieron marcados por los sucesivos intentos de fuga, especialmente la infructuosa tentativa protagonizada por 13 ciclistas entre los que se encontraban el campeón del mundo Rui Costa, Amets Txurruka y Beñat Intxausti.
Finalmente la escapada del día quedó formada por 17 corredores: Barguil, Albasini, Fraile, Luis León Sánchez, Serry, Malacarne, Sicard, Mollema, Zandio, Plaza, Oliveira, Gilbert, Jungels, Fernández de Larrea, Iglinskiy, Wellens y Olivier, todos ellos sin opciones en la general. Estos diecisiete hombres llegaron por primera vez a Marquina con minuto y medio sobre el pelotón comandado por el Tinkoff-Saxo. Tras ascender Gontzagaigana los fugados contaron en Aulestia con una ventaja máxima de 2 minutos, pero el trabajo de persecución emprendido por el Movistar desde la subida a Santa Eufemia hizo que en esta cima la renta se redujera a menos de la mitad. En la ascensión a Ixua por la vertiente inversa a la de la etapa anterior quedaron en cabeza de carrera Jungels, Mollema y Wellens, quienes al igual que Pieter Weening serían neutralizados poco después.
A un kilómetro de coronar San Miguel se produjo el ataque de Alejandro Valverde, llevándose a su rueda al líder Alberto Contador y Wout Poels; con una ventaja de 11 s sobre el grupo en el que iban el resto de favoritos, en la bajada Contador empezó a dar relevos a Valverde, pero la renta era exigua y en la recta de Echevarría fueron alcanzados por el resto. En el sprint final de Marquina el vencedor fue el velocista Ben Swift, seguido por Valverde y Michał Kwiatkowski. La jornada concluyó así sin cambios en la clasificación general, en vísperas de la decisiva contrarreloj final.
| \| Clasificación de la etapa \| Clasificación de la etapa \| Clasificación de la etapa \| Clasificación de la etapa \| Clasificación de la etapa \| \| Ciclista \| Ciclista \| Equipo \| Tiempo \| \| \| ------------------------- \| ------------------------- \| ------------------------- \| ------------------------- \| ------------------------- \| \| 1.º \| Benjamin Swift \| Team Sky \| 3 h 56 min 57 s \| \| \| 2.º \| Alejandro Valverde \| Movistar Team \| + 0 s \| \| \| 3.º \| Michał Kwiatkowski \| Omega Pharma-Quick Step \| + 0 s \| \| \| 4.º \| Tom Slagter \| Garmin-Sharp \| + 0 s \| \| \| 5.º \| Damiano Cunego \| Lampre-Merida \| + 0 s \| \| \| 6.º \| Cyril Gautier \| Team Europcar \| + 0 s \| \| \| 7.º \| Jonathan Hivert \| Belkin \| + 0 s \| \| \| 8.º \| Jean-Christophe Péraud \| AG2R La Mondiale \| + 0 s \| \| \| 9.º \| Alberto Contador \| Tinkoff-Saxo \| + 0 s \| \| \| 10.º \| Cadel Evans \| BMC Racing Team \| + 0 s \| \| |                        |                         |                 |
| |                        |                         |                 |
| |                        |                         |                 |
| Clasificación de la etapa |                        |                         |                 |
| Ciclista | Ciclista               | Equipo                  | Tiempo          |
| 1.º | Benjamin Swift         | Team Sky                | 3 h 56 min 57 s |
| 2.º | Alejandro Valverde     | Movistar Team           | + 0 s           |
| 3.º | Michał Kwiatkowski     | Omega Pharma-Quick Step | + 0 s           |
| 4.º | Tom Slagter            | Garmin-Sharp            | + 0 s           |
| 5.º | Damiano Cunego         | Lampre-Merida           | + 0 s           |
| 6.º | Cyril Gautier          | Team Europcar           | + 0 s           |
| 7.º | Jonathan Hivert        | Belkin                  | + 0 s           |
| 8.º | Jean-Christophe Péraud | AG2R La Mondiale        | + 0 s           |
| 9.º | Alberto Contador       | Tinkoff-Saxo            | + 0 s           |
| 10.º | Cadel Evans            | BMC Racing Team         | + 0 s           |

| \| Clasificación general \| Clasificación general \| Clasificación general \| Clasificación general \| Clasificación general \| \| Ciclista \| Ciclista \| Equipo \| Tiempo \| \| \| --------------------- \| ---------------------- \| ----------------------- \| --------------------- \| --------------------- \| \| 1.º \| Alberto Contador \| Tinkoff-Saxo \| 20 h 30 min 31 s \| \| \| 2.º \| Alejandro Valverde \| Movistar Team \| + 12 s \| \| \| 3.º \| Damiano Cunego \| Lampre-Merida \| + 36 s \| \| \| 4.º \| Cadel Evans \| BMC Racing Team \| + 36 s \| \| \| 5.º \| Jean-Christophe Péraud \| AG2R La Mondiale \| + 36 s \| \| \| 6.º \| Yuri Trofímov \| Katusha \| + 36 s \| \| \| 7.º \| Michał Kwiatkowski \| Omega Pharma-Quick Step \| + 41 s \| \| \| 8.º \| Mikel Landa \| Astana \| + 54 s \| \| \| 9.º \| Wout Poels \| Omega Pharma-Quick Step \| + 55 s \| \| \| 10.º \| Samuel Sánchez \| BMC Racing Team \| + 56 s \| \| |                        |                         |                  |
| |                        |                         |                  |
| |                        |                         |                  |
| Clasificación general |                        |                         |                  |
| Ciclista | Ciclista               | Equipo                  | Tiempo           |
| 1.º | Alberto Contador       | Tinkoff-Saxo            | 20 h 30 min 31 s |
| 2.º | Alejandro Valverde     | Movistar Team           | + 12 s           |
| 3.º | Damiano Cunego         | Lampre-Merida           | + 36 s           |
| 4.º | Cadel Evans            | BMC Racing Team         | + 36 s           |
| 5.º | Jean-Christophe Péraud | AG2R La Mondiale        | + 36 s           |
| 6.º | Yuri Trofímov          | Katusha                 | + 36 s           |
| 7.º | Michał Kwiatkowski     | Omega Pharma-Quick Step | + 41 s           |
| 8.º | Mikel Landa            | Astana                  | + 54 s           |
| 9.º | Wout Poels             | Omega Pharma-Quick Step | + 55 s           |
| 10.º | Samuel Sánchez         | BMC Racing Team         | + 56 s           |

### Etapa 6
| Marquina-Jeméin - Marquina-Jeméin | contrarreloj individual | (25,9 km) |

#### Resumen
La última jornada consistía en una contrarreloj individual de casi 26 km con salida y llegada en Marquina-Jeméin, cuyo recorrido por la comarca de Lea Artibai incluía las cotas de Gontzagaigana y Santa Eufemia, ubicándose entre ambas el punto intermedio para la toma de referencias. La crono se presentaba decisiva para decidir la clasificación general de la ronda vasca, ya que hasta 14 ciclistas se encontraban en una horquilla de tiempos inferior al minuto.
El tiempo de referencia lo marcó el contrarrelojista Tony Martin, tras batir los registros de Tom Dumoulin y Ion Izagirre. El triple campeón del mundo de la especialidad basó su dominio en la primera parte del trazado, dado que las diferencias marcadas en meta serían prácticamente las mismas que en el punto intermedio. A pesar de ello, ninguno de los hombres que disputaban la general pudo mejorar su tiempo y Martin se proclamó vencedor de la crono, elevando a dos su triunfos de etapa en esa edición.
El líder Alberto Contador fue el mejor de los favoritos, a 7 s de Martin, por lo que amplió su renta sobre el resto de candidatos y se convirtió en el ganador del maillot amarillo, en lo que suponía su tercera txapela tras las logradas en 2008 y 2009. A Contador le acompañaron en el podio final Michał Kwiatkowski y Jean-Christophe Péraud, segundo (a 49 s) y tercero (a 1 min 04 s) respectivamente. Simon Špilak repitió el cuarto puesto en la general obtenido el año anterior, volviendo a quedar fuera del tercer cajón por estrecho margen (tres segundos en esta ocasión).
El principal damnificado de la jornada fue el hasta entonces segundo clasificado Alejandro Valverde, ya que tras una contrarreloj en la que dijo haberse encontrado sin fuerzas cayó hasta la quinta plaza (a centésimas de segundo de Špilak), cediendo asimismo la clasificación secundaria de la regularidad ante Kwiatkowski. Además del caso de Špilak y Valverde, también se decidieron por un segundo o menos el sexto puesto (Tejay van Garderen sobre su compañero de equipo Cadel Evans), el octavo (Yuri Trofímov sobre Thibaut Pinot) y el décimo (Wout Poels desbancó a Damiano Cunego, que concluiría undécimo).
| \| Clasificación de la etapa \| Clasificación de la etapa \| Clasificación de la etapa \| Clasificación de la etapa \| Clasificación de la etapa \| \| Ciclista \| Ciclista \| Equipo \| Tiempo \| \| \| ------------------------- \| ------------------------- \| ------------------------- \| ------------------------- \| ------------------------- \| \| 1.º \| Tony Martin \| Omega Pharma-Quick Step \| 38 min 33 s \| \| \| 2.º \| Alberto Contador \| Tinkoff-Saxo \| + 7 s \| \| \| 3.º \| Michał Kwiatkowski \| Omega Pharma-Quick Step \| + 15 s \| \| \| 4.º \| Simon Špilak \| Katusha \| + 16 s \| \| \| 5.º \| Jean-Christophe Péraud \| AG2R La Mondiale \| + 35 s \| \| \| 6.º \| Tom Dumoulin \| Giant-Shimano \| + 38 s \| \| \| 7.º \| Ion Izagirre \| Movistar Team \| + 41 s \| \| \| 8.º \| Alejandro Valverde \| Movistar Team \| + 1 min 02 s \| \| \| 9.º \| Tejay van Garderen \| BMC Racing Team \| + 1 min 05 s \| \| \| 10.º \| Thibaut Pinot \| FDJ.fr \| + 1 min 25 s \| \| |                        |                         |              |
| |                        |                         |              |
| |                        |                         |              |
| Clasificación de la etapa |                        |                         |              |
| Ciclista | Ciclista               | Equipo                  | Tiempo       |
| 1.º | Tony Martin            | Omega Pharma-Quick Step | 38 min 33 s  |
| 2.º | Alberto Contador       | Tinkoff-Saxo            | + 7 s        |
| 3.º | Michał Kwiatkowski     | Omega Pharma-Quick Step | + 15 s       |
| 4.º | Simon Špilak           | Katusha                 | + 16 s       |
| 5.º | Jean-Christophe Péraud | AG2R La Mondiale        | + 35 s       |
| 6.º | Tom Dumoulin           | Giant-Shimano           | + 38 s       |
| 7.º | Ion Izagirre           | Movistar Team           | + 41 s       |
| 8.º | Alejandro Valverde     | Movistar Team           | + 1 min 02 s |
| 9.º | Tejay van Garderen     | BMC Racing Team         | + 1 min 05 s |
| 10.º | Thibaut Pinot          | FDJ.fr                  | + 1 min 25 s |

| \| Clasificación general \| Clasificación general \| Clasificación general \| Clasificación general \| Clasificación general \| \| Ciclista \| Ciclista \| Equipo \| Tiempo \| \| \| --------------------- \| ---------------------- \| ----------------------- \| --------------------- \| --------------------- \| \| 1.º \| Alberto Contador \| Tinkoff-Saxo \| 21 h 09 min 11 s \| \| \| 2.º \| Michał Kwiatkowski \| Omega Pharma-Quick Step \| + 49 s \| \| \| 3.º \| Jean-Christophe Péraud \| AG2R La Mondiale \| + 1 min 04 s \| \| \| 4.º \| Simon Špilak \| Katusha \| + 1 min 07 s \| \| \| 5.º \| Alejandro Valverde \| Movistar Team \| + 1 min 07 s \| \| \| 6.º \| Tejay van Garderen \| BMC Racing Team \| + 1 min 56 s \| \| \| 7.º \| Cadel Evans \| BMC Racing Team \| + 1 min 56 s \| \| \| 8.º \| Yuri Trofímov \| Katusha \| + 2 min 13 s \| \| \| 9.º \| Thibaut Pinot \| FDJ.fr \| + 2 min 14 s \| \| \| 10.º \| Wout Poels \| Omega Pharma-Quick Step \| + 2 min 26 s \| \| |                        |                         |                  |
| |                        |                         |                  |
| |                        |                         |                  |
| Clasificación general |                        |                         |                  |
| Ciclista | Ciclista               | Equipo                  | Tiempo           |
| 1.º | Alberto Contador       | Tinkoff-Saxo            | 21 h 09 min 11 s |
| 2.º | Michał Kwiatkowski     | Omega Pharma-Quick Step | + 49 s           |
| 3.º | Jean-Christophe Péraud | AG2R La Mondiale        | + 1 min 04 s     |
| 4.º | Simon Špilak           | Katusha                 | + 1 min 07 s     |
| 5.º | Alejandro Valverde     | Movistar Team           | + 1 min 07 s     |
| 6.º | Tejay van Garderen     | BMC Racing Team         | + 1 min 56 s     |
| 7.º | Cadel Evans            | BMC Racing Team         | + 1 min 56 s     |
| 8.º | Yuri Trofímov          | Katusha                 | + 2 min 13 s     |
| 9.º | Thibaut Pinot          | FDJ.fr                  | + 2 min 14 s     |
| 10.º | Wout Poels             | Omega Pharma-Quick Step | + 2 min 26 s     |

## Clasificaciones finales
- Las clasificaciones finalizaron de la siguiente forma[4]:

### Clasificación general
| \| Clasificación general \| Clasificación general \| Clasificación general \| Clasificación general \| Clasificación general \| \| Ciclista \| Ciclista \| Equipo \| Tiempo \| \| \| --------------------- \| ---------------------- \| ----------------------- \| --------------------- \| --------------------- \| \| 1.º \| Alberto Contador \| Tinkoff-Saxo \| 21 h 09 min 11 s \| \| \| 2.º \| Michał Kwiatkowski \| Omega Pharma-Quick Step \| + 49 s \| \| \| 3.º \| Jean-Christophe Péraud \| AG2R La Mondiale \| + 1 min 04 s \| \| \| 4.º \| Simon Špilak \| Katusha \| + 1 min 07 s \| \| \| 5.º \| Alejandro Valverde \| Movistar Team \| + 1 min 07 s \| \| \| 6.º \| Tejay van Garderen \| BMC Racing Team \| + 1 min 56 s \| \| \| 7.º \| Cadel Evans \| BMC Racing Team \| + 1 min 56 s \| \| \| 8.º \| Yuri Trofímov \| Katusha \| + 2 min 13 s \| \| \| 9.º \| Thibaut Pinot \| FDJ.fr \| + 2 min 14 s \| \| \| 10.º \| Wout Poels \| Omega Pharma-Quick Step \| + 2 min 26 s \| \| \| 11.º \| Damiano Cunego \| Lampre-Merida \| + 2 min 26 s \| \| \| 12.º \| Simon Yates \| Orica-GreenEDGE \| + 3 min 17 s \| \| \| 13.º \| Tom Slagter \| Garmin-Sharp \| + 3 min 32 s \| \| \| 14.º \| Mikel Landa \| Astana \| + 3 min 36 s \| \| \| 15.º \| Samuel Sánchez \| BMC Racing Team \| + 3 min 47 s \| \| \| 16.º \| Robert Kiserlovski \| Trek Factory Racing \| + 4 min 05 s \| \| \| 17.º \| Roman Kreuziger \| Tinkoff-Saxo \| + 6 min 04 s \| \| \| 18.º \| Arnold Jeannesson \| FDJ.fr \| + 8 min 55 s \| \| \| 19.º \| Cyril Gautier \| Team Europcar \| + 9 min 43 s \| \| \| 20.º \| Warren Barguil \| Giant-Shimano \| + 10 min 20 s \| \| |                        |                         |                  |
| |                        |                         |                  |
| Fuente: ProCyclingStats |                        |                         |                  |
| Clasificación general |                        |                         |                  |
| Ciclista | Ciclista               | Equipo                  | Tiempo           |
| 1.º | Alberto Contador       | Tinkoff-Saxo            | 21 h 09 min 11 s |
| 2.º | Michał Kwiatkowski     | Omega Pharma-Quick Step | + 49 s           |
| 3.º | Jean-Christophe Péraud | AG2R La Mondiale        | + 1 min 04 s     |
| 4.º | Simon Špilak           | Katusha                 | + 1 min 07 s     |
| 5.º | Alejandro Valverde     | Movistar Team           | + 1 min 07 s     |
| 6.º | Tejay van Garderen     | BMC Racing Team         | + 1 min 56 s     |
| 7.º | Cadel Evans            | BMC Racing Team         | + 1 min 56 s     |
| 8.º | Yuri Trofímov          | Katusha                 | + 2 min 13 s     |
| 9.º | Thibaut Pinot          | FDJ.fr                  | + 2 min 14 s     |
| 10.º | Wout Poels             | Omega Pharma-Quick Step | + 2 min 26 s     |
| 11.º | Damiano Cunego         | Lampre-Merida           | + 2 min 26 s     |
| 12.º | Simon Yates            | Orica-GreenEDGE         | + 3 min 17 s     |
| 13.º | Tom Slagter            | Garmin-Sharp            | + 3 min 32 s     |
| 14.º | Mikel Landa            | Astana                  | + 3 min 36 s     |
| 15.º | Samuel Sánchez         | BMC Racing Team         | + 3 min 47 s     |
| 16.º | Robert Kiserlovski     | Trek Factory Racing     | + 4 min 05 s     |
| 17.º | Roman Kreuziger        | Tinkoff-Saxo            | + 6 min 04 s     |
| 18.º | Arnold Jeannesson      | FDJ.fr                  | + 8 min 55 s     |
| 19.º | Cyril Gautier          | Team Europcar           | + 9 min 43 s     |
| 20.º | Warren Barguil         | Giant-Shimano           | + 10 min 20 s    |

### Clasificación de la regularidad
| Clasificación por puntos | Clasificación por puntos | Clasificación por puntos | Clasificación por puntos | Clasificación por puntos |
| Ciclista                 | Ciclista                 | Equipo                   | Puntos                   |                          |
| ------------------------ | ------------------------ | ------------------------ | ------------------------ | ------------------------ |
| 1.º                      | Michał Kwiatkowski       | Omega Pharma-Quick Step  | 81 pts                   |                          |
| 2.º                      | Alejandro Valverde       | Movistar Team            | 78 pts                   |                          |
| 3.º                      | Benjamin Swift           | Team Sky                 | 59 pts                   |                          |
| 4.º                      | Alberto Contador         | Tinkoff-Saxo             | 58 pts                   |                          |
| 5.º                      | Tony Martin              | Omega Pharma-Quick Step  | 50 pts                   |                          |
| 6.º                      | Damiano Cunego           | Lampre-Merida            | 45 pts                   |                          |
| 7.º                      | Jean-Christophe Péraud   | AG2R La Mondiale         | 35 pts                   |                          |
| 8.º                      | Wout Poels               | Omega Pharma-Quick Step  | 32 pts                   |                          |
| 9.º                      | Tom Slagter              | Garmin-Sharp             | 31 pts                   |                          |
| 10.º                     | Cadel Evans              | BMC Racing Team          | 28 pts                   |                          |

### Clasificación de la montaña
| Clasificación de la montaña | Clasificación de la montaña | Clasificación de la montaña | Clasificación de la montaña | Clasificación de la montaña |
| Ciclista                    | Ciclista                    | Equipo                      | Puntos                      |                             |
| --------------------------- | --------------------------- | --------------------------- | --------------------------- | --------------------------- |
| 1.º                         | Davide Villella             | Cannondale                  | 43 pts                      |                             |
| 2.º                         | Romain Sicard               | Team Europcar               | 24 pts                      |                             |
| 3.º                         | Matteo Montaguti            | AG2R La Mondiale            | 22 pts                      |                             |
| 4.º                         | Ben Gastauer                | AG2R La Mondiale            | 14 pts                      |                             |
| 5.º                         | Kristijan Đurasek           | Lampre-Merida               | 13 pts                      |                             |
| 6.º                         | Gorka Izagirre              | Movistar Team               | 13 pts                      |                             |
| 7.º                         | Tony Martin                 | Omega Pharma-Quick Step     | 13 pts                      |                             |
| 8.º                         | Wout Poels                  | Omega Pharma-Quick Step     | 12 pts                      |                             |
| 9.º                         | Alberto Contador            | Tinkoff-Saxo                | 12 pts                      |                             |
| 10.º                        | Alejandro Valverde          | Movistar Team               | 12 pts                      |                             |

### Clasificación de las metas volantes
| Clasificación de las metas volantes | Clasificación de las metas volantes | Clasificación de las metas volantes | Clasificación de las metas volantes | Clasificación de las metas volantes |
| Ciclista                            | Ciclista                            | Equipo                              | Puntos                              |                                     |
| ----------------------------------- | ----------------------------------- | ----------------------------------- | ----------------------------------- | ----------------------------------- |
| 1.º                                 | Omar Fraile                         | Caja Rural-Seguros RGA              | 15 pts                              |                                     |
| 2.º                                 | Matteo Montaguti                    | AG2R La Mondiale                    | 8 pts                               |                                     |
| 3.º                                 | Rubén Fernández Andújar             | Caja Rural-Seguros RGA              | 6 pts                               |                                     |
| 4.º                                 | Nélson Filippe Oliveira             | Lampre-Merida                       | 6 pts                               |                                     |
| 5.º                                 | Fabricio Ferrari                    | Caja Rural-Seguros RGA              | 6 pts                               |                                     |

### Clasificación por equipos
| Clasificación por equipos | Clasificación por equipos | Clasificación por equipos | Clasificación por equipos |
| Equipo                    | Equipo                    | Tiempo                    |                           |
| ------------------------- | ------------------------- | ------------------------- | ------------------------- |
| 1.º                       | BMC Racing Team           | 63 h 34 min 28 s          |                           |
| 2.º                       | Movistar Team             | + 12 min 14 s             |                           |
| 3.º                       | Omega Pharma-Quick Step   | + 13 min 00 s             |                           |
| 4.º                       | Team Europcar             | + 16 min 06 s             |                           |
| 5.º                       | Katusha                   | + 18 min 26 s             |                           |

## Evolución de las clasificaciones
| Etapa (Vencedor)              | Clasificación general | Clasificación de la montaña | Clasificación de la regularidad | Clasificación de las metas volantes | Clasificación por equipos |
| ----------------------------- | --------------------- | --------------------------- | ------------------------------- | ----------------------------------- | ------------------------- |
| 1.ª etapa (Alberto Contador)  | Alberto Contador      | Davide Villella             | Alberto Contador                | Matteo Montaguti                    | BMC Racing                |
| 2.ª etapa (Tony Martin)       | Alberto Contador      | Davide Villella             | Michał Kwiatkowski              | Matteo Montaguti                    | BMC Racing                |
| 3.ª etapa (Michael Matthews)  | Alberto Contador      | Davide Villella             | Michał Kwiatkowski              | Matteo Montaguti                    | BMC Racing                |
| 4.ª etapa (Wout Poels)        | Alberto Contador      | Davide Villella             | Alejandro Valverde              | Omar Fraile                         | BMC Racing                |
| 5.ª etapa (Ben Swift)         | Alberto Contador      | Davide Villella             | Alejandro Valverde              | Omar Fraile                         | BMC Racing                |
| 6.ª etapa (CRI) (Tony Martin) | Alberto Contador      | Davide Villella             | Michał Kwiatkowski              | Omar Fraile                         | BMC Racing                |
| Final                         | Alberto Contador      | Davide Villella             | Michał Kwiatkowski              | Omar Fraile                         | BMC Racing                |

## UCI World Tour
La Vuelta al País Vasco otorgó puntos para el UCI WorldTour 2014, solamente para corredores de equipos UCI ProTeam. Las siguientes tablas son el baremo de puntuación y los corredores que obtuvieron puntos:
| Posición              | 1º  | 2º | 3º | 4º | 5º | 6º | 7º | 8º | 9º | 10º |
| Clasificación general | 100 | 80 | 70 | 60 | 50 | 40 | 30 | 20 | 10 | 4   |
| Por etapa             | 6   | 4  | 2  | 1  | 1  |    |    |    |    |     |

| Ciclista               | Equipo                  | Puntos |
| ---------------------- | ----------------------- | ------ |
| Alberto Contador       | Tinkoff-Saxo            | 110    |
| Michał Kwiatkowski     | Omega Pharma-Quick Step | 90     |
| Jean-Christophe Péraud | Ag2r La Mondiale        | 71     |
| Alejandro Valverde     | Movistar                | 62     |
| Simon Špilak           | Katusha                 | 61     |
| Tejay van Garderen     | BMC Racing              | 40     |
| Cadel Evans            | BMC Racing              | 30     |
| Yury Trofimov          | Katusha                 | 21     |
| Tony Martin            | Omega Pharma-Quick Step | 12     |
| Ben Swift              | Sky                     | 11     |

| Resto de corredores | Resto de corredores     | Resto de corredores | Resto de corredores |
| ------------------- | ----------------------- | ------------------- | ------------------- |
| Ciclista            | Equipo                  | Puntos              |                     |
| Thibaut Pinot       | FDJ.fr                  | 10                  |                     |
| Wout Poels          | Omega Pharma-Quick Step | 10                  |                     |
| Michael Matthews    | Orica GreenEDGE         | 6                   |                     |
| Kévin Réza          | Europcar                | 4                   |                     |
| Damiano Cunego      | Lampre-Merida           | 3                   |                     |
| Paul Martens        | Belkin                  | 2                   |                     |
| Samuel Sánchez      | BMC Racing              | 2                   |                     |
| Tom Slagter         | Garmin Sharp            | 2                   |                     |
| Bauke Mollema       | Belkin                  | 1                   |                     |

## Cobertura televisiva
La retransmisión televisiva de la carrera corrió a cargo de ETB, la televisión pública vasca, que emitió todas las etapas en directo a través de ETB 1 y ETB HD, y en diferido por ETB Sat. Además de dos motos y las cámaras fijas de meta, se contó también con un helicóptero para obtener imágenes aéreas. El narrador de las retransmisiones fue Fermin Aramendi, máximo responsable de ciclismo en dicha cadena, secundado en los comentarios por el exciclista y presentador de informativos Xabier Usabiaga. El periodista Alfonso Arroio seguía in situ la carrera desde una moto, entrevistando a los directores deportivos que iban en los coches y dando referencias de tiempos y dorsales, además de entrevistar a los ciclistas más destacados al término de cada etapa.
- Eurosport (Europa)
- Universal Sports TV (Norteamérica)
- Forta (televisiones autonómicas de España)